# BK Równe
BK Równe (ukr. Баскетбольний клуб «Рівне», Basketbolnyj Kłub „Riwne”) – ukraiński klub koszykarski, mający siedzibę w mieście Równe.

## Historia
Chronologia nazw:
- 1993: BK Pulsar Równe (ukr. БК «Пульсар» Рівне)
- 1996: BK Pulsar-RAES Równe (ukr. БК «Пульсар-РАЕС» Рівне)
- 1997: BK-93 Pulsar Równe (ukr. БК-93 «Пульсар» Рівне)
- 201?: BK-93 Riwne-OSzWSM Równe (ukr. БК-93 «Рівне-ОШВСМ» Рівне)
- 2017: BK Równe (ukr. БК-93 «Рівне»)

Klub koszykarski Pulsar Równe został założony w Równem w 1993 roku z inicjatywy znanych miejscowych koszykarzy. W sezonie 1993/94 zespół rozpoczął w Drugiej Lidze Ukrainy, wygrywając ligę. W następnym sezonie 1994/1995 zajął piąte miejsce w Pierwszej lidze. W sezonie 1995/96 awansował na czwartą lokatę. Latem 1996 została utworzona Superliga, która została skrócona do 8 drużyn, a klub z nazwą Pulsar-RAES Równe pozostał na drugim poziomie i kontynuował występy w lidze, zwanej Wyższa Liga. W sezonie 1996/97 zajął 4.pozycję w Wyższej Lidze. W następnym sezonie 1997/98 po zmianie nazwy na BK-93 Pulsar Równe wywalczył drugą pozycję ligową, ale potem w barażach o awans do Superligi. W sezonie 1998/99 spadł na 3. miejsce. Dopiero w sezonie 1999/2000 wygrał ligę i awansował do Superligi. W sezonie 2000/01 debiutował w Superlidze, zajmując 5. miejsce. W kolejnych dwóch sezonach również zajmował 5. miejsce. W sezonie 2003/04 uplasował się na 11. pozycji, a w 2004/05 awansował na 10. lokatę. W 2006 zakończył mistrzostwa na 13. miejscu, w 2007 i 2008 – na 12. miejscu. W sezonie 2008/09 po raz pierwszy w historii europejskiej koszykówki nastąpił podział krajowego związku koszykówki. Formalnie powodem podziału był brak akceptacji przez FBU pewnych ograniczeń. W szczególności limit wynagrodzeń, który istnieje w Stanach Zjednoczonych i limit dla zagranicznych graczy. Niektóre kluby, które nie zrezygnowały z tego stanowiska, zjednoczyły się w nowej lidze – Ukraińskiej Lidze Koszykówki (UBL), reszta pozostała w Superlidze. Pulsar pozostał w Superlidze, zdobywając 6. miejsce. W 2009, po połączeniu dwóch lig, a mianowicie UBL i Superligi, klub startował w Superlidze, kończąc sezon 2009/10 na przedostatniej, 13. pozycji i spadł do Wyższej ligi. W 2010/11 zajął 7. miejsce ligowe. W następnym latach kontynuował występy w Wyższej Lidze. Po połączeniu z Obwodową Szkołą Wyższego Sportowego Mistrzostwa nazywał się BK-93 Riwne-OSzWSM Równe. 7 czerwca 2017 klub został reorganizowany i przyjął nazwę BK Równe. W sezonie 2017/18 dotarł do ćwierćfinału Pucharu Ukrainy.

## Sukcesy
- 5. miejsce mistrzostw Ukrainy: 2000/01, 2001/02, 2002/03
- finalista Pucharu Ukrainy: 2001/02

## Struktura klubu

### Hala
Klub koszykarski rozgrywał swoje mecze domowe w hali Kompleksu Sportowego DJuSSz-4 w Równem, który może pomieścić 1000 widzów.